# Німеччина на Чемпіонаті світу з легкої атлетики 2017
Німеччина на Чемпіонаті світу з легкої атлетики 2017, що проходив з 4 по 13 серпня 2017 року в Лондоні (Велика Британія) була представлена 71 спортсменом.

## Медалісти
| Медаль | Спортсмен     | Змагання    | Дата     |
| ------ | ------------- | ----------- | -------- |
| Срібло | Каролін Шефер | Семиборство | 6 серпня |

## Результати

### Чоловіки
Трекові і шосейні дисципліни
| Спортсмен                                                                      | Дисципліна         | Забіги    | Забіги | Півфінал        | Півфінал        | Фінал           | Фінал           |
| Спортсмен                                                                      | Дисципліна         | Результат | Місце  | Результат       | Місце           | Результат       | Місце           |
| ------------------------------------------------------------------------------ | ------------------ | --------- | ------ | --------------- | --------------- | --------------- | --------------- |
| Джуліан Ройс                                                                   | 100 м              | 10.25     | 26     | Завершив виступ | Завершив виступ | Завершив виступ | Завершив виступ |
| Марк Ретер                                                                     | 800 м              | 1:47.78   | 33     | Завершив виступ | Завершив виступ | Завершив виступ | Завершив виступ |
| Тімо Беніц                                                                     | 1500 м             |           |        |                 |                 |                 |                 |
| Хомію Тесфайе                                                                  | 1500 м             |           |        |                 |                 |                 |                 |
| Річард Рінгер                                                                  | 5000 м             |           |        | Н/Д             | Н/Д             |                 |                 |
| Маттіас Бюлер                                                                  | 110 м з бар'єрами  | 13.52     | 18 q   | 13.79           | 21              | Завершив виступ | Завершив виступ |
| Мікаель Браян Робін Ерева Роберт Герінг Свен Кніппгальс Джуліан Ройс Рой Шмідт | Естафета 4 × 100 м |           |        | Н/Д             | Н/Д             |                 |                 |
| Нільс Брембах                                                                  | Ходьба 20 км       | Н/Д       | Н/Д    | Н/Д             | Н/Д             |                 |                 |
| Крістофер Лінке                                                                | Ходьба 20 км       | Н/Д       | Н/Д    | Н/Д             | Н/Д             |                 |                 |
| Гаген Поле                                                                     | Ходьба 20 км       | Н/Д       | Н/Д    | Н/Д             | Н/Д             |                 |                 |
| Карл Дохманн                                                                   | Ходьба 50 км       | Н/Д       | Н/Д    | Н/Д             | Н/Д             |                 |                 |
| Карл Янгханн                                                                   | Ходьба 50 км       | Н/Д       | Н/Д    | Н/Д             | Н/Д             |                 |                 |

Технічні дисципліни
| Спортсмен          | Дисципліна         | Кваліфікація | Кваліфікація | Фінал           | Фінал           |
| Спортсмен          | Дисципліна         | Результат    | Місце        | Результат       | Місце           |
| ------------------ | ------------------ | ------------ | ------------ | --------------- | --------------- |
| Ейке Оннен         | Стрибки у висоту   |              |              |                 |                 |
| Матеуш Пржибилко   | Стрибки у висоту   |              |              |                 |                 |
| Рафаель Гольцдеппе | Стрибки з жердиною | 5.70         | 5 q          | NH              | –               |
| Юліан Ховард       | Стрибки у довжину  | 7.72         | 22           | Завершив виступ | Завершив виступ |
| Макс Гесс          | Потрійний стрибок  | DNS          | –            | Завершив виступ | Завершив виступ |
| Давід Шторль       | Штовхання ядра     | 21.41        | 2 Q          | 20.80           | 10              |
| Роберт Гартінг     | Метання диска      | 65.31        | 3 Q          | 65.10           | 6               |
| Мартін Віеріг      | Метання диска      | NM           | –            | Завершив виступ | Завершив виступ |
| Андреас Хофман     | Метання списа      |              |              |                 |                 |
| Томас Релер        | Метання списа      |              |              |                 |                 |
| Йоханнес Веттер    | Метання списа      |              |              |                 |                 |

Багатоборство — Десятиборство
| Атлет          | Дисципліна | 100 м | СуД | ШтЯ | СуВ | 400 м | 110б | МДс | СзЖ | МСп | 1500 м | Сума очок | Місце |
| -------------- | ---------- | ----- | --- | --- | --- | ----- | ---- | --- | --- | --- | ------ | --------- | ----- |
| Матіас Брюггер | Результат  |       |     |     |     |       |      |     |     |     |        |           |       |
| Матіас Брюггер | Очки       |       |     |     |     |       |      |     |     |     |        |           |       |
| Ріко Фраймут   | Результат  |       |     |     |     |       |      |     |     |     |        |           |       |
| Ріко Фраймут   | Очки       |       |     |     |     |       |      |     |     |     |        |           |       |
| Кай Казмірек   | Результат  |       |     |     |     |       |      |     |     |     |        |           |       |
| Кай Казмірек   | Очки       |       |     |     |     |       |      |     |     |     |        |           |       |

### Жінки
Трекові і шосейні дисципліни
| Спортсмен                                                                                       | Дисципліна           | Забіги    | Забіги | Півфінал         | Півфінал         | Фінал            | Фінал            |
| Спортсмен                                                                                       | Дисципліна           | Результат | Місце  | Результат        | Місце            | Результат        | Місце            |
| ----------------------------------------------------------------------------------------------- | -------------------- | --------- | ------ | ---------------- | ---------------- | ---------------- | ---------------- |
| Гіна Люкенкемпер                                                                                | 100 м                | 10.95 PB  | 1 Q    | 11.16            | 14               | Завершила виступ | Завершила виступ |
| Тетяна Пінто                                                                                    | 100 м                | DSQ       | –      | Завершила виступ | Завершила виступ | Завершила виступ | Завершила виступ |
| Ребекка Гаасе                                                                                   | 200 м                | 22.99     | 11 Q   |                  |                  |                  |                  |
| Лаура Мюллер                                                                                    | 200 м                | DNS       | –      | Завершила виступ | Завершила виступ | Завершила виступ | Завершила виступ |
| Рут Софія Шпельмайер                                                                            | 400 м                | 51.72 SB  | 16 q   | 51.77            | 14               | Завершила виступ | Завершила виступ |
| Крістіна Герінґ                                                                                 | 800 м                |           |        |                  |                  |                  |                  |
| Анна Кляйн                                                                                      | 1500 м               | 4:09.32   | 30 Q   | 4:04.45          | 7 Q              | 4:06.22          | 11               |
| Констанца Клостерхалфен                                                                         | 1500 м               | 4:03.60   | 10 Q   | 4:06.58          | 16               | Завершила виступ | Завершила виступ |
| Аліна Ре                                                                                        | 5000 м               |           |        | Н/Д              | Н/Д              |                  |                  |
| Катаріна Хейнін                                                                                 | Марафон              | Н/Д       | Н/Д    | Н/Д              | Н/Д              | 2:39:59 SB       | 39               |
| Фейт Тола                                                                                       | Марафон              | Н/Д       | Н/Д    | Н/Д              | Н/Д              | 2:33:39          | 22               |
| Памела Дуткевич                                                                                 | 100 м з бар'єрами    |           |        |                  |                  |                  |                  |
| Надін Хільдебранд                                                                               | 100 м з бар'єрами    |           |        |                  |                  |                  |                  |
| Рікарда Лобе                                                                                    | 100 м з бар'єрами    |           |        |                  |                  |                  |                  |
| Джекі Бауманн                                                                                   | 400 м з бар'єрами    | 57.59     | 34     | Завершила виступ | Завершила виступ | Завершила виступ | Завершила виступ |
| Геза Краузе                                                                                     | 3000 м з перешкодами |           |        | Н/Д              | Н/Д              |                  |                  |
| Александра Бурґгардт Ребекка Гаасе Амелі-Софі Ледерер Гіна Люкенкемпер Лара Метейс Тетяна Пінто | Естафета 4 × 100 м   |           |        | Н/Д              | Н/Д              |                  |                  |
| Надін Гонська Лара Гоффман Свеа Кехрбрук Ханна Мергенталер Лаура Мюллер Рут Софія Шпельмайер    | Естафета 4 × 400 м   |           |        | Н/Д              | Н/Д              |                  |                  |

Технічні дисципліни
| Спортсмен             | Дисципліна         | Кваліфікація | Кваліфікація | Фінал            | Фінал            |
| Спортсмен             | Дисципліна         | Результат    | Місце        | Результат        | Місце            |
| --------------------- | ------------------ | ------------ | ------------ | ---------------- | ---------------- |
| Марі-Лоуренс Юнгфляйш | Стрибки у висоту   |              |              |                  |                  |
| Фріделінде Петершофен | Стрибки з жердиною | 4.20         | 20           | Завершила виступ | Завершила виступ |
| Ліза Рижих            | Стрибки з жердиною | 4.55         | 2 q          | 4.65             | 5                |
| Сілке Шпігельбург     | Стрибки з жердиною | 4.35         | 14           | Завершила виступ | Завершила виступ |
| Клаудія Рат           | Стрибки у довжину  |              |              |                  |                  |
| Александра Вестер     | Стрибки у довжину  |              |              |                  |                  |
| Нілі Ехардт           | Потрійний стрибок  | 14.07        | 11 q         | 13.97            | 12               |
| Крістін Гіріш         | Потрійний стрибок  | 14.25        | 5 Q          | 14.33            | 5                |
| Сара Гамбетта         | Штовхання ядра     | 17.71        | 13           | Завершила виступ | Завершила виступ |
| Юлія Фішер            | Метання диска      |              |              |                  |                  |
| Надін Мюллер          | Метання диска      |              |              |                  |                  |
| Анна Ру               | Метання диска      |              |              |                  |                  |
| Катрін Клаас          | Метання молота     | 70.33        | 12 q         | 68.91            | 11               |
| Сюзен Кестер          | Метання молота     | 62.33        | 30           | Завершила виступ | Завершила виступ |
| Крістін Гуссонг       | Метання списа      | 60.86        | 17           | Завершила виступ | Завершила виступ |
| Катаріна Молітор      | Метання списа      | 65.37 SB     | 3 Q          | 63.75            | 7                |

Багатоборство — Семиборство
| Атлет         | Дисципліна | 100б  | СуВ     | ШтЯ      | 200 м | СуД  | МСп      | 800 м   | Сума очок | Місце |
| ------------- | ---------- | ----- | ------- | -------- | ----- | ---- | -------- | ------- | --------- | ----- |
| Клаудія Рат   | Результат  | 13.52 | 1.74    | 12.84    | 23.92 | 6.55 | 40.70 SB | 2:07.37 | 6362      | 8     |
| Клаудія Рат   | Очки       | 1047  | 903     | 717      | 988   | 1023 | 681      | 1003    | 6362      | 8     |
| Каролін Шефер | Результат  | 13.09 | 1.86 PB | 14.84 PB | 23.58 | 6.20 | 49.99    | 2:15.34 | 6696      | 2     |
| Каролін Шефер | Очки       | 1111  | 1054    | 850      | 1021  | 912  | 860      | 888     | 6696      | 2     |